# Tongai labdarúgó-bajnokság (első osztály)
A Tonga Major League a tongai labdarúgó-bajnokságok legmagasabb osztályának az elnevezése. 1969-ben alapították és 7 csapat részvételével zajlik. A bajnok az OFC-bajnokok Ligájában indulhat.

## A 2013–14-es bajnokság résztvevői
- Ahi-'o-Ulakai
- Ha'amoko United Youth
- Kolofo'ou No.1
- Lotoha'apai United
- Marist Prems
- Navutoka
- Veitongo

## Az eddigi bajnokok
A Tongai labdarúgó-bajnokság győztesei:
| - 1969–70: Kolofo'ou No.1 - 1970–71: Kolofo'ou - 1971–72: Kolofo'ou, Veitongo és Ngeleia (3 bajnok) - 1972–73: Ismeretlen - 1974: Kolofo'ou - 1975: Kolofo'ou - 1976–77: Ismeretlen - 1978: Veitongo - 1979: Ismeretlen - 1980–81: 'Atenisi United - 1982: Ngeleia - 1983: Ngeleia - 1984: Ngeleia | - 1985: Ngeleia - 1986: Ngeleia - 1987: Ngeleia - 1988: Ngeleia - 1989: Navutoka - 1990: Ngeleia - 1991–93: Ismeretlen - 1994: Navutoka - 1995–97: Ismeretlen - 1998: Lotoha'apai - 1999: Lotoha'apai - 2000: Lotoha'apai - 2001: Lotoha'apai - 2002: Lotoha'apai | - 2003: Lotoha'apai - 2004: Lotoha'apai - 2005: Lotoha'apai - 2006: Lotoha'apai - 2007: Lotoha'apai - 2008: Lotoha'apai - 2009: Marist Prems - 2010: Elmaradt - 2010–11: Lotoha'apai - 2011–12: Lotoha'apai - 2013: Lotoha'apai - 2013–14: Lotoha'apai - 2015: Veitongo - 2016: Veitongo |

## Külső hivatkozások
- Információk az RSSSF honlapján